# توگو اومدا
توگو اومدا (ژاپنی: 梅田 透吾؛ زادهٔ ۲۳ ژوئیهٔ ۲۰۰۰) یک بازیکن فوتبال اهل ژاپن است.
از باشگاه‌هایی که در آن بازی کرده‌است می‌توان به باشگاه فوتبال شیمیزو اس-پالس و باشگاه فوتبال فاگیانو اوکایاما اشاره کرد.